# Музей Пігоріні
Національний музей доісторичних часів і етнографії Луїджі Пігоріні (італ. Museo Nazionale Preistorico Etnografico "Luigi Pigorini") — державний дослідницький музей у Римі (Італія). Музей заснував Луїджі Пігоріні в 1876 році.
Серед важливих експонатів музею — колекція артефактів з селища епохи раннього неоліту La-Marmotta на озері Браччано та колекція Атанасіуса Кірхера, У музеї також зберігається фібула Пренесте з найдавнішим відомим написом латинською мовою.
Будівля музею розташована у кварталі EUR.

## Ресурси Інтернету
- Вікісховище має мультимедійні дані за темою: Музей Пігоріні
- Pigorini website [Архівовано 13 лютого 2008 у Wayback Machine.]